# 蒙古奶食品
蒙古奶食品，蒙古语称查干伊德，汉语的意思就是“白色的食品”。是用马、牛、羊和骆驼的天然纯奶制成的，品种繁多，味道鲜美，营养丰富。是蒙古族食品中的上品，曾被称为“百食之长”，无论居家餐饮、宴宾待客，还是敬奉祖先神灵，都是不可缺少的。因地区不同，其品种和制作方法也不尽相同。主要有奶皮子、奶油、奶酪、奶豆腐等。